# Prachinburi
Cet article concerne la ville de Thaïlande. Pour la province, voir Province de Prachinburi. Pour la rivière, voir Prachin Buri.
Prachinburi est une ville de la région Est de la Thaïlande, chef-lieu de la province de Prachinburi.

## Personnalités
- Saengchai Suntornwat (1943-), réalisateur thaïlandais, est né à Prachinburi.